# 913
Cette page concerne l'année 913  du calendrier julien. Pour l'année 913 av. J.-C., voir 913 av. J.-C.
L'année 913 est une année commune qui commence un vendredi.

## Événements
- 6 juin : début du règne de Constantin VII Porphyrogénète, empereur byzantin (fin en 959). Le patriarche Nicolas Mystikos, qui reconnaît l’empereur parce qu’il est né dans la Porphyra, salle du Palais recouverte de marbre rouge réservée aux accouchements impériaux, écarte de la régence sa mère Zoé Carbonopsina, mais celle-ci prend le pouvoir en février 914[1].
- Juillet[2] : Landon est élu pape, et règne toujours sous la tutelle de Théodora l'Ancienne et de Marozie (fin en 914).
- Août-septembre : Siméon Ier de Bulgarie menace Constantinople. Nicolas Mystikos lui promet le mariage de sa fille avec Constantin et le couronne « Basileus des Bulgares » alors que Siméon voulait le titre de « Basileus des Romains »[1].
- 21 décembre : les Omeyyades de Cordoue reprennent le contrôle de Séville[3].

- Expédition d’envergure russe sur la Caspienne. Le prince Igor mobilise 50 000 hommes sur 500 grandes barques qui par la mer d’Azov remontent le Don pour atteindre la mer Caspienne par la Volga après le portage de leurs bateaux en territoire khazar. Ils attaquent l’Abaskun, le Tabaristan, le Gilan et la péninsule d'Abşeron. Basés sur les îles aux environs de Bakou, ils pillent les régions d’Arran, de Beylagan et de Chirvan. Sur le chemin du retour, chargés de butin, ils sont attaqués par les Khazars musulmans sur le portage Volga-Don et subissent de lourdes pertes. Les cinq mille survivants tentent de remonter la Volga mais sont anéantis par les Bulgares[4].

- Premier raid hongrois en Lorraine[5].
- Raid des Vikings Otter et Roald en Bretagne (913-915)[6]. Leur monastère ayant été pillé et incendié par les Vikings, les moines de Landévennec se réfugient à Montreuil, emportant les reliques de saint Guénolé[7].
- Aimar devient sire de Bourbon[8].